# Viverra leakeyi
Viverra leakeyi war eine sehr große Art der Schleichkatzen aus der Gattung der Asiatischen Zibetkatzen, die vom späten Miozän bis zum Pleistozän in Afrika lebte.
Asiatische Zibetkatzen sind, wie bereits aus dem Namen abzuleiten, heute nur noch auf dem asiatischen Kontinent heimisch. Mit Viverra leakeyi und verwandten prähistorischen Arten finden sich jedoch auch Vertreter der Gattung in Afrika und in Europa.
Fossilien der Art fand man unter anderem am Langebaanweg in Südafrika, im Omo-Tal in Äthiopien und bei Laetoli in Tansania.

## Merkmale
Viverra leakeyi gilt als größte Zibetkatze die je existiert hat. Die gefundenen Fossilien weisen darauf hin, dass das Tier eine Schulterhöhe von etwa 50 cm erreichte und damit maßgeblich größer war als alle heutigen Zibetkatzen.
Fossilfunde von Viverra leakeyi beschränken sich meist auf die Schädelpartie. Der Schädel ähnelte dem der heutigen asiatischen Zibetkatzen stark, die Bezahnung deutet jedoch darauf hin, dass Viverra leakeyi eher an eine räuberische Lebensweise adaptiert war als die rezenten Zibetkatzen und womöglich aktiv kleine und mittelgroße Säugetiere jagte.